# ミュンヘン＝上バイエルン大管区

ミュンヘン＝上バイエルン
大管区
Gau München-Oberbayern (ドイツ語)

国の標語: Ein Volk, ein Reich, ein Führer（ドイツ語）
一つの民族、一つの国家、一人の総統国歌: Das Lied der Deutschen（ドイツ語）
世界に冠たるドイツ
党歌: Die Fahne hoch（ドイツ語）
旗を高く掲げよ

ナチス・ドイツの地図

【大管区登録番号】 第19番

ミュンヘン＝上バイエルン大管区、ミュンヘン＝オーバーバイエルン大管区（ドイツ語: Gau München-Oberbayern）は、国民社会主義ドイツ労働者党（ナチ党）の設置した大管区の一つである。

## 概要
1928年、上プファルツ大管区指導者に任命されたアドルフ・ワーグナーは、翌1929年にミュンヘンの地区指導部とミュンヘン地域から構成される「大ミュンヘン大管区（Gau Groß-München）」の指導者を兼任していた。（それまでは1925年から党幹部のヘルマン・エッサーが率いていた）。1930年11月15日、上バイエルン（オーバーバイエルン）大管区（1928年よりフリッツ・ラインハルト指導下）と合併した後、ミュンヘン＝上バイエルン大管区として再編され大管区指導者にはワーグナーが続投された。この大管区は上バイエルン地域の行政区画とほぼ一致していた。ワーグナーは1933年11月の国会選挙に当選している。
ワーグナーは1931年6月までに、ナチ党の全国指導部と同様に5つからなる独自の組織体制を大管区内に確立した。（農業、経済、文化、社会政策などの各部署）また、大管区内の各地区指導部もこの組織構造に倣った。1932年1月1日、大管区機関紙「戦線（Die Front）」において、これらの組織運営は以下のように宣伝された。「我が大管区の諸組織は今日、たとえ小規模なものであっても、来たるべき国民社会主義国家の模範たる姿である。」
1935年の統計では、ミュンヘン＝上バイエルン大管区は26の管区、249の地区、144の分区、1,291の細胞、4,258の街区で構成され、412人の政治指導者を含む計9,600人の政治指導部員を有していた。1935年のミュンヘン＝上バイエルン大管区の党員数は、その地域の総人口（=1,767,655人）に対して、3.32%の党員（= 58,677人）しか存在せず、全体の3分の1であった。
1934年、大管区本部は「国民社会主義者の家（Haus der Nationalsozialisten）」に移転した。建物はプラナー通り20番地にある旧議事堂を改装し使用された。（以前の本部は1931年よりバラー通り14番地の建物に存在した）
1933年にバイエルン自由州では、リッター・フォン・エップが国家代理官に任命され、彼の下に6名の大管区指導者が置かれた。1933年4月12日、リンダウ市長ルートヴィヒ・ジーヴェルトがバイエルン州首相に任命された。1933年3月にワーグナーは州委員兼臨時内務大臣、1933年4月に内務大臣及び副首相、1936年12 月にバイエルン州文化大臣に就任した。また、当時ミュンヘン警察署長代理であったハインリヒ・ヒムラーに命じダッハウ強制収容所が設置された。
1939年に第二次世界大戦が開戦すると、ワーグナーは2つの軍管区（ミュンヘンとニュルンベルク）を統括する全国防衛委員に任命された。1942年6月、ワーグナーは脳卒中を起こし1944年4月12日に死亡した。パウル・ギースラーが代行として大管区の運営を引き継ぎ、1944年に正式に任命された。また、副大管区指導者には、ルートヴィヒ・ジーヴェルトの息子であるフリードリッヒ・ジーベルトが就任した。

## 備考

### 大管区及び大管区指導者の変遷
大管区指導者
- 上バイエルン大管区
  - フリッツ・ラインハルト（ドイツ語版）（1928-30年）
- 大ミュンヘン大管区
  - ヘルマン・エッサー（1925-29年）
  - アドルフ・ワーグナー（1929–30年）
- ミュンヘン＝上バイエルン大管区
  - アドルフ・ワーグナー（1930年11月1日-1944年4月12日）
  - パウル・ギースラー（臨時指導者代行、1942年6月28日-1944年4月12日）
  - パウル・ギースラー（1944年4月12日-1945年5月）

副大管区指導者
- オットー・ニッポルト（1932-40年)
- ヨアヒム・フォン・モルトケ（1940–42年）
- フリードリヒ・ジーベルト（1944–45年）

### 組織
- 党本部 － ミュンヘン、ケーニヒス広場、ブリエンナー通り（ドイツ語版）45番地『褐色館』
- 大管区本部 － ミュンヘン、プラナー通り20番地 『国民社会主義者の家』
- 大管区指導者学校 ― グラッサウ（ドイツ語版）、ニーダーンフェルス城
- SA『ホッホラント（高地）』管区集団本部

### 人事
- 大管区監査役及び訓練指導者 ― フランツ・ブフナー（ドイツ語版）
- 大管区経済顧問 ― ハンス・ブフナー、アルフレッド・ファフ
- 大管区人種政策局長 ― ハインツ・キュルテン（ドイツ語版）

### 構成管区
- アイヒャッハ（Aichach）
- アルトエッティング（Altötting）

ミュンヘン管区旗（1933-39年）

ミュンヘン管区旗（1939-45年）

- バート・アイプリング（英語版）（Bad Aibling）
- ベルヒテスガーデン（Berchtesgaden）
- ダッハウ（Dachau）
- エーバースベルク（Ebersberg）
- エルディング（Erding）
- フライジング（Freising）
- フュルステンフェルトブルック（Fürstenfeldbruck）
- ガルミッシュ＝パルテンキルヒェン（Garmisch-Partenkirchen）
- ヘルシング（英語版）（Herrsching）
- インゴルシュタット（Ingolstadt）
- ランツベルク・アム・レヒ（Landsberg am Lech）
- ラウフェン（英語版）（Laufen）
- ミースバッハ（Miesbach）
- ミュールドルフ（Mühldorf）
- ミュンヘン（München）
- ミュンヘン北（München-Nord）
- ミュンヘン東（München-Ost）
- ミュンヘン＝パーシンク（München-Pasing）
- ミュンヘン南（München-Süd）
- ミュンヘン西（München-West）
- ムルナウ（英語版）（Murnau）
- プファッフェンホーフェン（Pfaffenhofen）
- ローゼンハイム（Rosenheim）
- ショーンガウ（Schongau）
- シュローベンハウゼン（Schrobenhausen）
- シュタルンベルク（Starnberg）
- テルツ（Tölz）
- トラウンシュタイン（Traunstein）
- ヴァッサーブルク・アム・イン（英語版）（Wasserburg）
- ヴァイルハイム（Weilheim）
- ヴォルフラーツハウゼン（Wolfratshausen）